# Killbergs

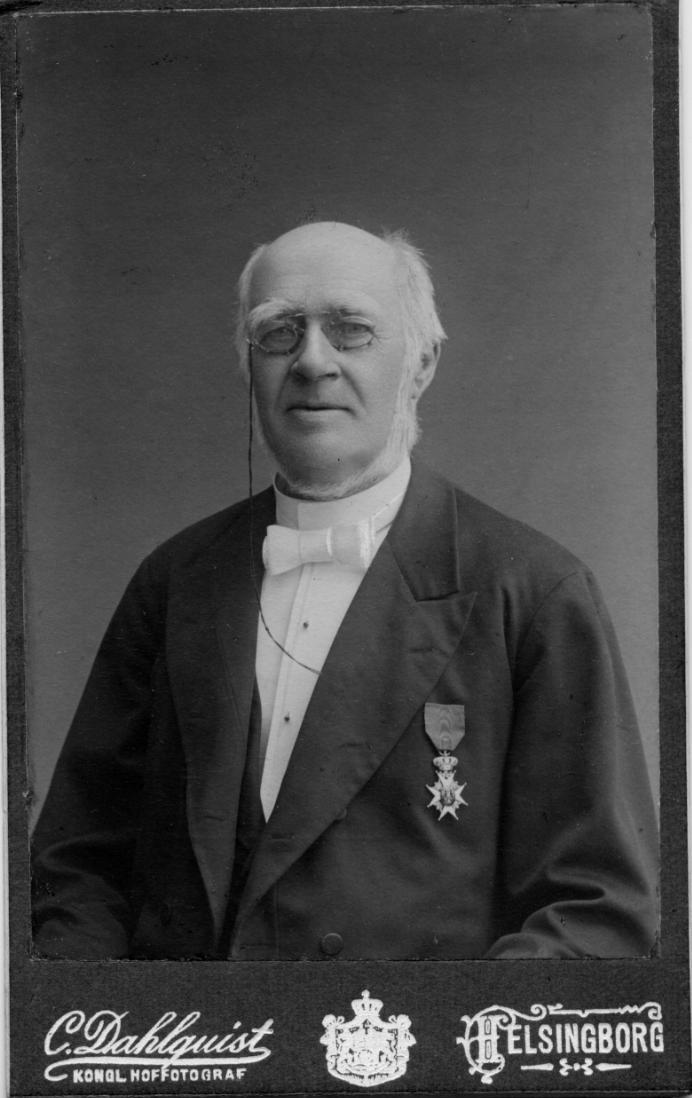
Jonas Petter Killberg (1828-1919). Killbergs Bokhandels grundare.

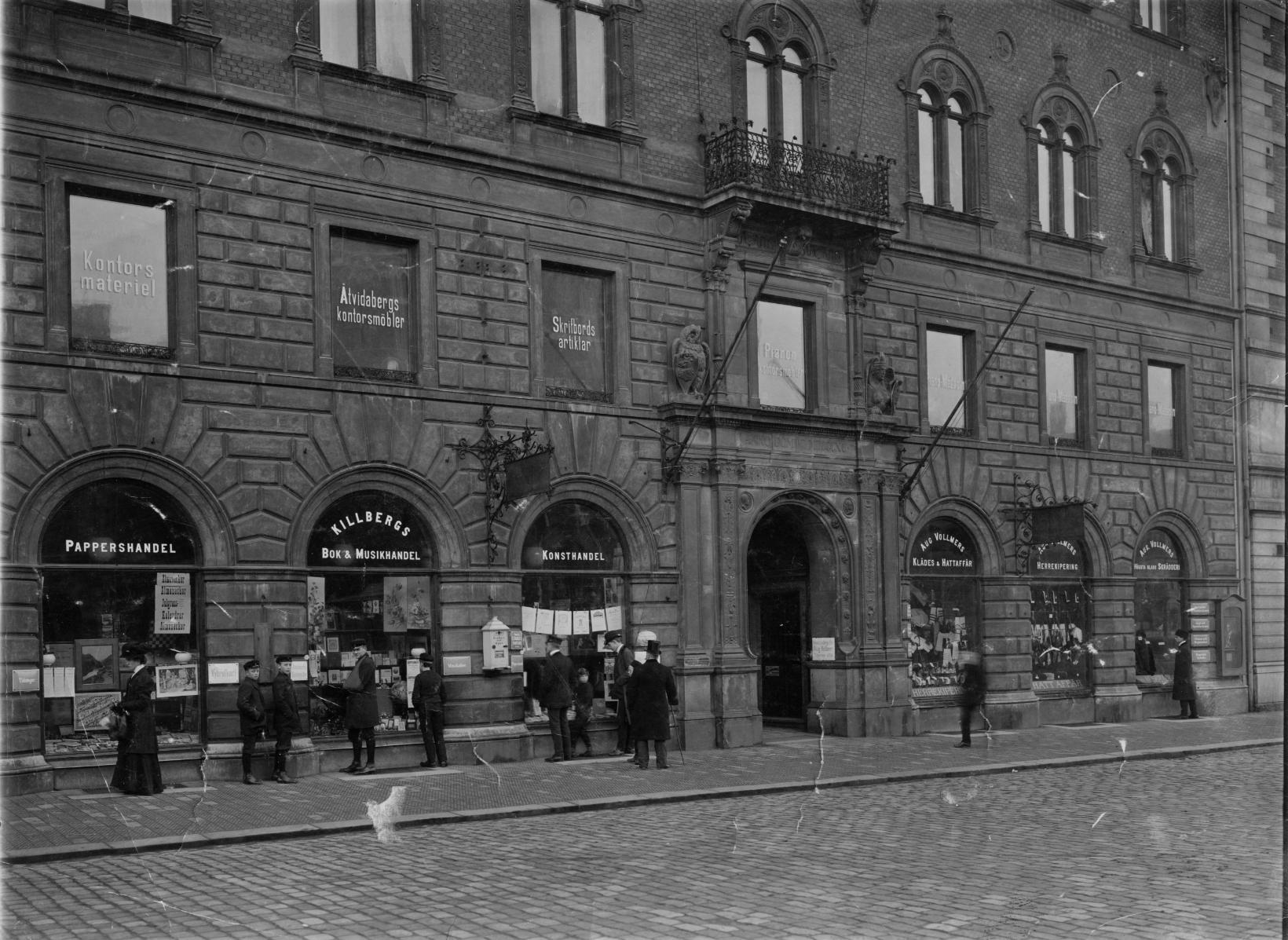
Killbergs Bokhandel, Stortorget i Helsingborg. Sekelskiftet 1800-1900-talet.

Killbergs Bokhandel är idag Sveriges äldsta familjeägda bokhandelsföretag. Inom ramen för Akademibokhandeln drivs verksamhet på sex platser i Skåne; Helsingborg, Ängelholm, Kristianstad, Landskrona, Center Syd och Burlöv Center. 
Ägare till bolaget är bröderna Peter, Richard och Anders Killberg – fjärde generationen i familjeföretaget. 
1977 startades Killbergs Kontorsvaruhus som utvecklades till Skånes ledande i sin bransch. 2006 såldes detta bolag till Svanströmsgruppen och Killbergs verksamhet är idag helt inriktad på den ursprungliga kärnverksamheten.

## Historia
Killbergs bokhandels historia har sin början i Ottarp där Jonas Petter Killberg var verksam som kantor. 1876 flyttade han med sin familj till Ängelholm där han tillsammans med sin son Carl köpte stadens bokhandel. 
1883 lämnade Carl Ängelholm och flyttade till Helsingborg där han köpte den bokhandel som Jöns Torell startat i mitten av 1820-talet och som idag är Sveriges äldsta bokhandel. Jöns Torell, som föddes i Lund 1797, hade redan 1823 fått utgivningsbevis för Helsingborgs-Posten. Bokhandeln bestod av en boklåda och ett tryckeri och låg först på Södra Kyrkogatan, med flyttade senare till Norra Kyrkogatan. I samband med flytten öppnade Torell även ett lånebibliotek i butiken. Efter att ha drivit bokhandeln i närmare 50 år överlät Torell verksamheten till sin medarbetare, Nils Segerström, 1873. Denne sålde 1877 vidare bokhandeln till G. M. Lenke, som dock gick i konkurs 1879 och firman övertogs av Julius Gustaf Virgin.
Firmans historia inom familjen Killberg har sin början 1883 då Carl Johan Killberg övertar boklådan. År 1890 överlät han firman till sin bror, Otto Killberg, som flyttade in bokhandeln i det då nybyggda Frimurarhuset vid Stortorget i Helsingborg. Otto Killberg expanderade firmans verksamhet, vilket kan ses i adresskalendrar från runt sekelskiftet 1900, där företaget kallas "Killbergs bokhandel, musik-, pappers- och konsthandel, samt pianomagasinet AB". Dessutom kunde man enligt annonser även köpa "tvålar och parfymer". Man öppnade även en filial på Råå 1926. 
Otto Killberg var även pådrivande i skapandet av bokhandelsn distributions- och speditionsföretag. 1916 ledde han ett konsortium som köpte upp samtliga aktier i Seelig AB i Stockholm. Med detta utbröt det som i Seeligs interna historia bler känt som den s.k. "Killbergsfejden". Otto Killberg tillkännagav att han ville donera hela sitt aktieinnehav i Seelig till Sveriges bokhandelskår. Som villkor ställde han bl.a. att stockholmsbokhandlarna inte skulle få sitt med i styrelsen. På detta sätt ville Killberg stärka landsortens ställning. Den stockholmsdominerade styrelsen avvisade idéerna och debatten blev hård. Eftersom Otto Killberg inte fick igenom sina krav blev det ingen aktiedonation, men i stället ökade han sitt engagemang i Seelig. Han blev den i stärklass enskilt störste ägaren med 49 procent av aktierna och 1922 valdes han in i styrelsen och från 1926 till sin död 1939 var han ordförande. En roll som hans brorson Sven och hans brorsonson Peter även fick senare. 
Axel, den yngsta av bröderna och farfar till nuvarande ägare, tog 1906 över bokhandelsrörelsen i Ängelholm. I slutet av 1800-talet och början av 1900-talet drev bröderna Otto och Axel bokhandel i Helsingborg, Åstorp, Örkelljunga, Bjuv, Billesholms gruva, Strömsnäsbruk, Åby (Klippan)och i Råå.
Då Otto Killberg dog barnlös 1939 övertogs firman av Frank Frankland och under denne genomfördes 1940 en större ombyggnad av lokalen vid Stortorget, där pappersavdelningen förenades med bokavdelningen. År 1964 när Frank Frankland planerade att pensionera sig kom han och Sven Killberg överens om att Sven skulle överta bokhandeln i Helsingborg. Så blev dock inte fallet. Några dagar innan avtalet om överlåtelsen skulle undertecknas omkom Sven i flygolyckan i Barkåkra, utanför Ängelholm. Året därpå erbjöd Frank Svens änka Mildred att genomföra avtalet på de villkor han och Sven varit överens om. Så skedde och en ny ledning rekryterades och bokhandeln på Stortorget genomgick en stor ombyggnad. I slutet av 1970-talet övertogs bokhandelsrörelsen av Sven och Mildreds söner; Peter, Richard och Anders.